# Аулак
Аулак (вьет. Âu Lạc, тьы-ном 甌雒, также 甌駱) — древнее вьетское государство в Юго-Восточной Азии, расположенное на территории современного северного Вьетнама. Оно существовало с III века до н. э. по 207 год до н. э., когда его завоевал Чьеу Да из династии Чьеу.

## История
Аулак был образован как межплеменной союз аувьетов и лаквьетов, в качестве защитной меры против вторжений агрессивных племён. Оба племени издревле поддерживали контакт и торговали. Один из вождей горных племён аувьетов, Тхук Фан (вьет. Thục Phán, тьы-ном 蜀泮), взял столицу Ванланга, основал Аулак и стал правителем. Он взял храмовое имя Ан Зыонг-выонг (вьет. An Dương Vương, тьы-ном 安陽王). Спустившиеся с гор аувьеты и лаквьеты смешались.
Столицей государства стала крепость Колоа (вьет. Cổ Loa, тьы-ном 古螺), основанная на берегу реки Хоангзянг, притоке Хонгхи. Фундамент крепости укреплён камнями. У подножия Колоа обнаружены более древние укрепления, на которых она была построена Она имела девятиярусный извилистый крепостной вал, сохранившаяся его часть имеет длину более 16 км, между концентрическими валами были прорыты судоходные рвы.

## Экономика
Экономика Аулака, как и ванлангская, оставалась основана на земледелии. Поля вспахивали на крупном рогатом скоте, применяя в основном каменные и бронзовые орудия (сохи, серпы, топоры). Использовались также железные топоры, лопаты, мотыги. Но собственное производство железа ещё не было налажено, поэтому бо́льшую часть орудий делали из камня и бронзы. Культивировались рис, батат, бобовые, бананы, апельсины, мандарины, кокосы, личи, арековая пальма, бетель, тутовый шелкопряд, сахарный тростник. Увеличилась добыча бронзы, изделия донгшонской культуры усложнились. В Аулаке создан арбалет (nỏ, 弩), позже распространившийся на север, в Китай. Арбалет позже был усовершенствован в многозарядный, а его трёхгранные бронзовые стрелы отравляли ядами.
Аулакцы исповедовали культ Солнца, поклонялись духам гор, рек, духам плодородия и силам природы.
Вьеты Аулака обжигали кирпичи, занимались гончарным делом. Было развито ткачество.
Территория страны была разделена на несколько частей, управлявшихся знатью. Кроме этого, в Аулаке существовал класс домашних рабов, попавших в долговую зависимость или ставших рабами за совершённое преступление. Обращение с ними было не настолько жестоким, как в странах, активно использовавших рабов в производстве.

## Падение Аулака
Династия Цинь объединила Китай в 221 году до н. э. и направила 500 000 воинов на юг, для завоевания земель до Аулака и дальше. Местное население десятилетиями вело партизанскую войну против китайцев.
Сыма Цянь писал:

В те времена империя Цинь потерпела неудачу на севере с племенами хунну, а на юге — с вьетами. Захватив на юге бесплодные земли, китайские войска не могли ни продвинуться дальше, вперед, ни выбраться оттуда. Десятки лет подряд мужчины не снимали кольчуг, а женщины должны были заниматься подноской грузов для армии, испытывая невыносимые трудности. Многие кончали жизнь самоубийством, вешаясь на деревьях вдоль дорог на глазах друг у друга. Сразу после смерти императора Цинь Шихуана [209, г. до н. э.] вся страна восстала против Циней— Ши цзи, кн. 112
После многолетней борьбы на два фронта, в 207 году до н. э. Аулак пал, Ан Зыонг-выонг покончил с собой, бросившись в море, земли страны присоединил Намвьет. Однако в 111 году до н. э. династия Хань завоевала Намвьет, а вместе с ним и Аулак.